# Herb obwodu chersońskiego

Herb obwodu chersońskiego

Herb obwodu chersońskiego przedstawia na fantazyjnej tarczy stanowiącej połączenie kartusza z tarczą barokową, obwiedzioną złotem, w polu błękitnym złotą kotwicę morską, dwa pszeniczne kłosy i cyrkiel nawigacyjny. Na tarczy złota brama, nad nią stylizowana corona muralis. Tarcza okolona jest wieńcem z dębowych liści, pod nim na błękitno - złotej wstędze nazwa obwodu.
Herb przyjęty został 25 sierpnia 2001 roku.
Autorami herbu są Siergiej Sazonow i Jurij Szepelew.
Kotwica symbolizuje Morze Azowskie, Morze Czarne i Dniepr. Kłosy - zamożność. Cyrkiel - wierność obranej drodze. Brama forteczna - symbolizuje twierdzę chersońską. Korona nawiązuje do dawnego herbu guberni chersońskiej. Wieniec liści dębowych symbolizuje wieczność i męstwo.